# Hypsoprora simplex
Hypsoprora simplex är en insektsart som beskrevs av Van Duzee. Hypsoprora simplex ingår i släktet Hypsoprora och familjen hornstritar. Inga underarter finns listade i Catalogue of Life.